# Juan de Olmos y Ortega
Juan de Olmos y Ortega (Santafe de Bogotá 1555-1626) fue un militar y político español.

## Biografía
Era hijo del conquistador Juan de Olmos y de su esposa María del Cerezo Ortega. Capitán, heredero encomendero, conquistador de las sierras nevadas de Santa Marta, la Grita y Mérida y Alcalde tres veces de Santafé de Bogotá durante el siglo XVI.
Sobrino del conquistador Alonso de Olmos.
Encomendero de Nemocón, Tasgata, Tibitó y Pacho ratificada en 1574. Casó con Catalina Velásquez. Su hija Ana María de Fonseca y Olmos o de Olmos y Velásquez fue sucesora de la encomienda.